# Alex James (fotbalista)
Alexander Wilson James (14. září 1901, Mossend - 1. června 1953, Londýn) byl skotský fotbalista.

## Hráčská kariéra
Alex James hrál na postu staženého útočníka za Raith Rovers FC, Preston North End FC a Arsenal.
Za Skotsko hrál 8 zápasů a dal 4 góly.

## Úspěchy
Arsenal
- Football League First Division (4): 1930–31, 1932–33, 1933–34, 1934–35
- FA Cup (2): 1929–30, 1935–36